# 2008年の相撲
< 2008年 | 2008年のスポーツ
2008年の相撲（2008ねんのすもう）では、2008年（平成20年）の相撲について述べる。

## できごと

### 1月
- 16日 - 【大相撲】幕下の土佐豊がこの日の取組に勝利して本割27連勝とし、板井の持っていた幕下以下における連勝記録を更新した[1]。
- 19日 - 【大相撲】大関千代大海がこの日の取組に敗れて、初日から7連敗を喫した。1973年11月場所で清國の記録を超える歴代ワースト記録を更新する結果となり、千代大海は翌日から休場することになった[2]。
- 21日 - 【大相撲】高砂一門が会合を開き、1月場所後の役員改選で、現職理事の高砂親方（元大関・朝潮）に代わって九重親方（元横綱・千代の富士）を擁立すると決定した。高砂親方は弟子の朝青龍が起こした不祥事の責任を取る形で理事を退任することになった[3]。
- 23日 - 【大相撲】歴代1位となる幕下以下での連勝記録を樹立した土佐豊がこの日の取組に敗れ、連勝記録が30でストップした[4]。
- 24日 - 【大相撲】元小結・栃乃花と元幕内・栃栄が現役を引退し、それぞれ年寄「二十山」と「竹縄」を襲名した。これに伴って二十山親方（元幕内・燁司）が年寄「若藤」に名跡変更し、若藤親方（元幕内・朝乃翔）と竹縄親方（元幕内・春ノ山）が退職した[5]。
- 27日 - 【大相撲】1月場所はこの日に千秋楽を迎え、幕内は横綱白鵬が3場所連続6回目の優勝を果たした。白鵬は初めての3連覇となった[6]。
- 30日 - 【大相撲】日本相撲協会が3月場所の番付編成会議を開き、時津風部屋力士暴行死事件に関与したとされて1月場所を休場した兄弟子3人の番付について、警察の捜査に協力しているとして特例で据え置くことを決定した[7]。
- 31日 - 【大相撲】日本相撲協会が役員改選に伴って理事選挙と監事選挙の立候補受付を行い、理事、監事とも定数と立候補者数が同数のため全立候補者の無投票当選が決定した[8]。

### 2月
- 1日 - 【大相撲】日本相撲協会が役員改選後初の理事会を開いて理事長を互選し、北の湖理事長（元横綱・北の湖）の4選を満場一致で決定した[9]。
- 7日
  - 【大相撲】2007年6月に発生した時津風部屋力士暴行死事件で、愛知県警犬山署が先代時津風親方（元小結・双津竜）と兄弟子3人を傷害致死容疑で逮捕した[10]。
  - 【大相撲】佐ノ山親方（元小結・闘牙）が、高砂部屋から九重部屋へ移籍した[11]。
- 10日 - 【大相撲】日本大相撲トーナメントが行われ、横綱朝青龍が大会史上初の3連覇を達成した[12]。
- 29日 - 【大相撲】時津風部屋力士暴行死事件で、名古屋地方検察庁は先代時津風親方（元小結・双津竜）と兄弟子3人を傷害致死罪で起訴した。愛知県警はも日、別の兄弟子3人を同容疑で書類送検した[13]。

### 3月
- 6日 - 【大相撲】日本相撲協会が理事会を開き、時津風部屋力士暴行死事件で2月29日に起訴された兄弟子3人を判決確定まで無期限の出場停止処分、同日に書類送検された3人のうち引退済みの1人を除く2人を1場所出場停止処分にすると決定した。起訴された3人の兄弟子については、有罪が確定した場合は解雇処分となる[14]。
- 23日 - 【大相撲】3月場所はこの日に千秋楽を迎え、幕内は横綱朝青龍が4場所ぶり22回目の優勝を果たした[15]。

### 4月
- 17日 - 園遊会に白鵬が出席。

### 5月
- 日仏友好杯創設。※前年に廃止されたフランス共和国大統領杯（通称ジャック・シラク杯）の代替措置[16]。
- 17日 - 【大相撲】日本相撲協会は、間垣親方（元横綱・若乃花）と十両豊桜が暴行問題を起こしたと発表し、再発防止検討委員会はこの2人と豊桜の師匠の陸奥親方（元大関・霧島）を厳重注意とした[17]。
- 18日 - 【大相撲】幕内若ノ鵬がこの日の取組後に国技館の風呂場の棚を破壊する騒動を起こした。若ノ鵬は翌日、生活指導部長の伊勢ノ海親方（元関脇・藤ノ川）から口頭で注意を受けた[18]。
- 24日 - 【大相撲】5月場所14日目のこの日に、大関琴欧洲の初めての幕内最高優勝が決定した。琴欧洲はヨーロッパ出身力士としては初めて、外国出身力士としても7人目の優勝力士となった[19]。
- 25日 - 【大相撲】横綱朝青龍と横綱白鵬が、この日の取組直後に土俵上でにらみ合いをする騒動を起こした[20]。
- 27日 - 【大相撲】5月場所千秋楽に土俵上でにらみ合い騒動を起こした横綱朝青龍と横綱白鵬に対し、北の湖理事長（元横綱・北の湖）が個別に口頭で注意をした[21]。
- 29日 - 【大相撲】日本相撲協会が理事会を開き、暴行問題を起こした間垣親方（元横綱・若乃花）と十両豊桜を減俸30パーセント、豊桜の師匠の陸奥親方（元大関・霧島）を譴責処分とすることを決めた[22]。

### 6月
- 7日 - 【大相撲】アメリカ合衆国のロサンゼルスで、27年ぶりの巡業が行われた[23]。

### 7月
- 18日 - 【大相撲】横綱朝青龍が、左肘の怪我で7月場所を6日目から途中休場した[24]。
- 25日 - 【大相撲】7月場所13日目のこの日に、横綱白鵬の3場所ぶり7回目の幕内最高優勝が決定した[25]。

### 8月
- 18日 - 【大相撲】幕内若ノ鵬が警視庁に大麻取締法違反（所持）容疑で逮捕された[26]。
- 21日 - 【大相撲】日本相撲協会が理事会を開き、大麻取締法違反の疑いで警視庁に逮捕された幕内若ノ鵬を解雇処分とすることを決定した。現役力士が解雇されるのは史上初。若ノ鵬の師匠の間垣親方（元横綱・若乃花）は理事を辞任した[27]。
- 27日 - 【大相撲】モンゴルのウランバートルで、史上初のモンゴル巡業が行われた[28]。

### 9月
- 1日 - 【大相撲】日本相撲協会が9月場所の番付を発表。8月21日に解雇された元幕内若ノ鵬の名前は削除され、2007年11月場所以来となる空位のある番付となった。新十両の山本山は日本人力士として史上最重量の関取になった[29]。
- 2日 - 【大相撲】日本相撲協会が十両以上の力士69人を対象に抜き打ちの簡易尿検査を実施した。その結果、幕内露鵬と十両白露山の検体から大麻成分が検出された[30]。
- 6日 - 【大相撲】抜き打ち尿検査で大麻の陽性反応が出た幕内露鵬と十両白露山について、専門機関で行った精密検査でも陽性反応が出たと報じられた[31]。
- 8日 - 【大相撲】大相撲力士大麻問題を受けて日本相撲協会が理事会を開き、幕内露鵬と十両白露山を解雇処分とすることを決定した。白露山の師匠でもある北の湖理事長（元横綱・北の湖）は理事長を辞任し、後任の理事長に武蔵川親方（元横綱・三重ノ海）が就任した。露鵬の師匠の大嶽親方（元関脇・貴闘力）は2階級降格処分となった[32]。
- 13日 - 【大相撲】武蔵川理事長（元横綱・三重ノ海）が審判部の全親方に対し、立合いの正常化を徹底するよう訓示を行った[33]。
- 19日 - 【大相撲】荒磯親方（元小結・二子岳）が、荒磯部屋を9月場所限りで閉鎖すると発表した。所属力士は花籠部屋へ移籍することになる[34]。
- 23日 - 【大相撲】横綱朝青龍が、左肘の怪我で9月場所を10日目から途中休場した。朝青龍は2場所連続の途中休場となり、次に出場する場所で進退を懸けることになった[35]。
- 27日 - 【大相撲】9月場所14日目のこの日に、横綱白鵬の2場所連続8回目の幕内最高優勝と、2年連続2度目の年間最多勝が決定した[36][37]。
- 28日
  - 【大相撲】元関脇・玉春日が現役を引退し、年寄「楯山」を襲名した[38]。これに伴い楯山親方（元関脇・巨砲）が退職した[39]。
  - 【大相撲】関ノ戸親方（元幕内・金開山）が、年寄「稲川」に名跡変更した[39]。
- 30日 - 【大相撲】日本相撲協会が理事会と評議員会を開き、協会外部から役員を招聘することを決定、理事2人と監事1人が就任した[40]。

### 10月
- 22日 - 【大相撲】武蔵丸親方（元横綱）が、年寄「振分」を襲名した[41]。
- 27日 - 【大相撲】日本相撲協会が11月場所の番付を発表。新入幕の阿覧は初土俵から所要11場所での入幕となり、付出入門を除くと年間6場所制以降で琴欧州（当時）と並んで史上最速[42]。
- 30日 - 【大相撲】日本相撲協会が11月場所の新弟子検査を行い、モンゴル人2人を含む4人が受検した。厚生労働省からの通達により、この検査以降外国出身者は興行ビザを取得してから初土俵を踏むように変更されるため、モンゴル人2人の初土俵は2009年1月場所となった[43]。

### 11月
- 7日 - 【大相撲】横綱朝青龍が、右肘の怪我により11月場所を休場することが決定した。朝青龍の休場は3場所連続だが、全休は出場停止を除くと自身初めてとなる[44]。
- 8日 - 【大相撲】11月場所の会場となる福岡国際センターに、座布団の舞を防止するため投げにくく改良された座布団が登場した[45]。
- 23日 - 【大相撲】11月場所はこの日に千秋楽を迎え、幕内は横綱白鵬が関脇安馬との優勝決定戦を制して3場所連続9回目の優勝を果たした[46]。
- 26日 - 【大相撲】日本相撲協会が2009年1月場所の番付編成会議と理事会を開き、関脇安馬の大関昇進を決定した。安馬は大関昇進に合わせて四股名を「日馬富士」に改名した[47]。

### 12月
- 18日 - 【大相撲】時津風部屋力士暴行死事件で起訴された兄弟子3人に対し、名古屋地方裁判所が有罪判決を言い渡した。3人とも控訴しない意向を表明し、日本相撲協会は3人を即日解雇とした[48]。
- 24日 - 【大相撲】日本相撲協会が2009年1月場所の番付を発表した。日馬富士が大関へ昇進したことに伴い、外国出身の横綱・大関が史上最多の4人になった[49]。

## 大相撲

### 一月場所（初場所）
両国国技館（東京都）を会場に、初日の2008年（平成20年）1月13日（日）から千秋楽の1月27日（日）までの15日間開催された。
| タイトル     | タイトル     | 人物（所属部屋 出身地） - 成績 |
| ------------ | ------------ | --- |
| 幕内最高優勝 | 幕内最高優勝 | 白鵬翔（宮城野部屋 モンゴル・ウランバートル出身） - 14勝1敗（3場所連続6回目）                                                                      |
| 三賞         | 殊勲賞       | 安馬公平（伊勢ヶ濱部屋 モンゴル・ゴビアルタイ出身）（2場所連続3回目） - 9勝6敗 稀勢の里寛（鳴戸部屋 茨城県牛久市出身） - 10勝5敗（8場所ぶり2回目） |
| 三賞         | 敢闘賞       | 豪風旭（尾車部屋 秋田県北秋田市出身） - 12勝3敗（初受賞）                                                                                          |
| 三賞         | 技能賞       | 鶴竜力三郎（井筒部屋 モンゴル・ウランバートル出身） - 11勝4敗（初受賞）                                                                            |
| 十両優勝     | 十両優勝     | 栃ノ心剛（春日野部屋 ジョージア・ムツケタ出身） - 12勝3敗                                                                                          |
| 幕下優勝     | 幕下優勝     | 山本山龍太（尾上部屋 埼玉県さいたま市出身） - 7戦全勝                                                                                              |
| 三段目優勝   | 三段目優勝   | 寺下隆浩（阿武松部屋 石川県鳳珠郡能登町出身） - 7戦全勝 ※優勝決定戦勝利                                                                            |
| 序二段優勝   | 序二段優勝   | 若龍馬龍次（阿武松部屋 東京都墨田区出身） - 7戦全勝                                                                                                |
| 序ノ口優勝   | 序ノ口優勝   | 緒方政和（木瀬部屋 熊本県下益城郡城南町出身） - 7戦全勝                                                                                            |

### 三月場所（春場所、大阪場所）
大阪府立体育会館（大阪市）を会場に、初日の3月9日（日）から千秋楽の3月23日までの15日間開催された。番付発表は2月25日（月）。
| タイトル     | タイトル     | 人物（所属部屋 出身地） - 成績 |
| ------------ | ------------ | --- |
| 幕内最高優勝 | 幕内最高優勝 | 朝青龍明徳（高砂部屋 モンゴル・ウランバートル出身） - 13勝2敗（4場所ぶり22回目）                                                        |
| 三賞         | 殊勲賞       | 琴奨菊和弘（佐渡ヶ嶽部屋 福岡県柳川市出身） - 8勝7敗（初受賞）                                                                          |
| 三賞         | 敢闘賞       | 黒海太（追手風部屋 ジョージア・トビリシ出身） - 12勝3敗（2回目） · 把瑠都凱斗（尾上部屋 エストニア・ラクヴェレ出身） - 12勝3敗（3回目） |
| 三賞         | 技能賞       | 栃煌山雄一郎（春日野部屋 高知県安芸市出身）（初受賞） - 11勝4敗                                                                         |
| 十両優勝     | 十両優勝     | 木村山守（春日野部屋 和歌山県御坊市出身） - 12勝3敗                                                                                     |
| 幕下優勝     | 幕下優勝     | 大勇武龍泉（芝田山部屋 モンゴル・ウランバートル出身） - 7戦全勝                                                                         |
| 三段目優勝   | 三段目優勝   | 舛ノ山大晴（千賀ノ浦部屋 千葉県印旛郡栄町出身） - 7戦全勝                                                                               |
| 序二段優勝   | 序二段優勝   | 輝風修治（尾車部屋 宮城県東松島市出身） - 7戦全勝 ※優勝決定戦勝利                                                                       |
| 序ノ口優勝   | 序ノ口優勝   | 深尾光彦（木瀬部屋 愛知県春日井市出身） - 7戦全勝                                                                                       |

### 五月場所（夏場所）
両国国技館（東京都）を会場に、初日の5月11日（日）から千秋楽の5月25日までの15日間開催された。番付発表は4月24日（木）。
| タイトル     | タイトル     | 人物（所属部屋 出身地） - 成績 |
| ------------ | ------------ | --- |
| 幕内最高優勝 | 幕内最高優勝 | 琴欧洲勝紀（佐渡ヶ嶽部屋 ブルガリア・ベリコタロノボ出身） - 14勝1敗（初優勝）                                                              |
| 三賞         | 殊勲賞       | 安美錦竜児（伊勢ヶ濱部屋 青森県西津軽郡深浦町出身） - 10勝5敗（5場所ぶり3回目）                                                            |
| 三賞         | 敢闘賞       | 稀勢の里寛（鳴戸部屋 茨城県牛久市出身） - 10勝5敗（16場所ぶり2回目） 豊ノ島大樹（時津風部屋 高知県宿毛市出身） - 11勝4敗（8場所ぶり2回目） |
| 三賞         | 技能賞       | 安馬公平（伊勢ヶ濱部屋 モンゴル・ゴビアルタイ出身） - 9勝6敗（13場所ぶり3回目）                                                            |
| 十両優勝     | 十両優勝     | 千代白鵬大樹（九重部屋 熊本県山鹿市出身） - 13勝2敗                                                                                        |
| 幕下優勝     | 幕下優勝     | 玉飛鳥大輔（片男波部屋 愛知県名古屋市出身） - 7戦全勝                                                                                      |
| 三段目優勝   | 三段目優勝   | 緒方政和（木瀬部屋 熊本県下益郡城南町出身） - 7戦全勝 ※優勝決定戦勝利                                                                      |
| 序二段優勝   | 序二段優勝   | 誉富士歓之（伊勢ヶ濱部屋 青森県西津軽郡鯵ヶ沢町出身） - 7戦全勝 ※優勝決定戦勝利                                                            |
| 序ノ口優勝   | 序ノ口優勝   | 矢鋪光太郎（春日野部屋 石川県石川郡野々市町出身） - 7戦全勝                                                                                |

### 七月場所（名古屋場所）
愛知県体育館（名古屋市）を会場に、初日の7月13日（日）から千秋楽の7月27日（日）までの15日間開催された。番付発表は6月30日（月）。
| タイトル     | タイトル     | 人物（所属部屋 出身地） - 成績                                                  |
| ------------ | ------------ | ------------------------------------------------------------------------------- |
| 幕内最高優勝 | 幕内最高優勝 | 白鵬翔（宮城野部屋 モンゴル・ウランバートル出身） - 15戦全勝（3場所ぶり7回目）  |
| 三賞         | 殊勲賞       | 豊ノ島大樹（時津風部屋 高知県宿毛市出身） - 10勝5敗（5場所ぶり2回目）           |
| 三賞         | 敢闘賞       | 豊響隆太（境川部屋 山口県下関市出身） - 10勝5敗（6場所ぶり2回目）               |
| 三賞         | 技能賞       | 安馬公平（伊勢ヶ濱部屋 モンゴル・ゴビアルタイ出身） - 10勝5敗（2場所連続4回目） |
| 十両優勝     | 十両優勝     | 武州山隆士（武蔵川部屋 青森県青森市出身） - 12勝3敗                             |
| 幕下優勝     | 幕下優勝     | 里山浩作（尾上部屋 鹿児島県奄美市出身） - 6勝1敗 ※優勝決定戦勝利                |
| 三段目優勝   | 三段目優勝   | 誉富士歓之（伊勢ヶ濱部屋 青森県西津軽郡鯵ヶ沢町出身） - 7戦全勝 ※優勝決定戦勝利 |
| 序二段優勝   | 序二段優勝   | 亀井貴司（木瀬部屋 香川県善通寺市出身） - 7戦全勝                               |
| 序ノ口優勝   | 序ノ口優勝   | 尾崎海善信（出羽海部屋 静岡県焼津市出身） - 7戦全勝                             |

### 九月場所（秋場所）
両国国技館（東京都）を会場に、初日の9月14日（日）から千秋楽の9月28日（日）までの15日間開催された。番付発表は9月1日（月）。
| タイトル     | タイトル     | 人物（所属部屋 出身地） - 成績                                                  |
| ------------ | ------------ | ------------------------------------------------------------------------------- |
| 幕内最高優勝 | 幕内最高優勝 | 白鵬翔（宮城野部屋 モンゴル・ウランバートル出身） - 14勝1敗（2場所連続8回目）   |
| 三賞         | 殊勲賞       | 安馬公平（伊勢ヶ濱部屋 モンゴル・ゴビアルタイ出身） - 12勝3敗（4場所ぶり4回目） |
| 三賞         | 敢闘賞       | 豪栄道豪太郎（境川部屋 大阪府寝屋川市出身） - 10勝5敗（6場所ぶり2回目）         |
| 三賞         | 技能賞       | 該当者なし                                                                      |
| 十両優勝     | 十両優勝     | 阿覧欧虎（三保ヶ関部屋 ロシア・ウラジカフカス出身） - 12勝3敗                   |
| 幕下優勝     | 幕下優勝     | 四ツ車大八（伊勢ノ海部屋 岩手県花巻市出身） - 7戦全勝                           |
| 三段目優勝   | 三段目優勝   | 山下博嗣（木瀬部屋 鹿児島県日置市出身） - 7戦全勝 ※優勝決定戦勝利               |
| 序二段優勝   | 序二段優勝   | 荒獅子光（荒汐部屋 神奈川県藤沢市出身） - 7戦全勝                               |
| 序ノ口優勝   | 序ノ口優勝   | 荒闘司三男（入間川部屋 モンゴル・ウランバートル出身） - 7戦全勝                 |

### 十一月場所（九州場所）
福岡国際センター（福岡市）を会場に、初日の11月9日（日）から千秋楽の11月23日（日）までの15日間開催された。番付発表は10月27日（月）。
| タイトル     | タイトル     | 人物（所属部屋 出身地） - 成績                                                                |
| ------------ | ------------ | --------------------------------------------------------------------------------------------- |
| 幕内最高優勝 | 幕内最高優勝 | 白鵬翔（宮城野部屋 モンゴル・ウランバートル出身） - 13勝2敗（3場所連続9回目） ※優勝決定戦勝利 |
| 三賞         | 殊勲賞       | 安美錦竜児（伊勢ヶ濱部屋 青森県西津軽郡深浦町出身） - 8勝7敗（3場所ぶり4回目）                |
| 三賞         | 敢闘賞       | 嘉風雅継（尾車部屋 大分県佐伯市出身） - 11勝4敗（初受賞）                                     |
| 三賞         | 技能賞       | 安馬公平（伊勢ヶ濱部屋 モンゴル・ゴビアルダイ出身） - 13勝2敗（2場所ぶり5回目）               |
| 十両優勝     | 十両優勝     | 翔天狼大士（武蔵川部屋 モンゴル・ウランバートル出身） - 12勝3敗                               |
| 幕下優勝     | 幕下優勝     | 琴国晃将（佐渡ヶ嶽部屋 岡山県真庭市出身） - 7戦全勝 ※優勝決定戦勝利                           |
| 三段目優勝   | 三段目優勝   | 乾王翔太（阿武松部屋 大阪府大東市出身） - 7戦全勝 ※優勝決定戦勝利                             |
| 序二段優勝   | 序二段優勝   | 慶孔晴（阿武松部屋 鹿児島県大島郡瀬戸内町出身） - 7戦全勝 ※優勝決定戦勝利                     |
| 序ノ口優勝   | 序ノ口優勝   | 若駿河善丈（阿武松部屋 静岡県焼津市出身） - 7戦全勝                                           |

### トーナメント大会
- 第32回日本大相撲トーナメント（2月10日 両国国技館）
  - 優勝： 朝青龍明徳（3年連続4回目）
- 第17回大相撲最強決定戦（6月1日 両国国技館）
  - 優勝： 白鵬翔（3年連続3回目）
- 第67回明治神宮例祭奉祝全日本力士選士権大会（10月11日 両国国技館）
  - 優勝： 安馬公平（2年ぶり2回目）

### 地方巡業
- 春巡業：3月30日から4月13日まで実施された[53]。
- ロサンゼルス巡業：現地時間6月7日から6月8日まで実施された[23]。
- 夏巡業：8月5日から8月17日まで実施された[54]。
- モンゴル巡業：8月27日から8月28日まで実施された[28]。
- 秋巡業：10月12日から10月26日まで実施された[55]。
- 冬巡業：12月2日から12月20日まで実施された[56]。

### 新弟子検査合格者
| 場所     | 人数 | 主な合格者                   | 四股名     | 最高位     | 最終場所       | 備考                                        |
| -------- | ---- | ---------------------------- | ---------- | ---------- | -------------- | ------------------------------------------- |
| 1月場所  | 7人  | 三浦歓之                     | 誉富士歓之 | 前頭6枚目  | 2019年9月場所  |                                             |
| 1月場所  | 7人  | 大串拓也                     | 旭大星託也 | 前頭8枚目  | 2024年11月場所 |                                             |
| 1月場所  | 7人  | 深尾光彦                     | 明瀬山光彦 | 前頭12枚目 | 2023年7月場所  |                                             |
| 1月場所  | 7人  | 慶孔晴                       | 慶天海孔晴 | 十両11枚目 | 2024年1月場所  |                                             |
| 3月場所  | 68人 | 榎本勇起                     | 琴勇輝一巖 | 関脇       | 2021年3月場所  |                                             |
| 3月場所  | 68人 | 亀井貴司                     | 希善龍貴司 | 十両11枚目 | 2020年7月場所  |                                             |
| 5月場所  | 7人  | 木下祐樹                     | 千代鳳祐樹 | 小結       | 2021年11月場所 |                                             |
| 7月場所  | 3人  |                              |            |            |                |                                             |
| 9月場所  | 3人  |                              |            |            |                |                                             |
| 11月場所 | 4人  | アディヤ・バーサンドルジ     | 貴ノ岩義司 | 前頭2枚目  | 2018年11月場所 | 興行ビザ取得待ちのため初土俵は2009年1月場所 |
| 11月場所 | 4人  | サンドゥイジャブ・トドビレグ | 東龍強     | 前頭11枚目 | 2023年11月場所 | 興行ビザ取得待ちのため初土俵は2009年1月場所 |

### 引退
| 場所     | 人数 | 主な引退力士   | 最高位     | 初土俵                            | 備考                   |
| -------- | ---- | -------------- | ---------- | --------------------------------- | ---------------------- |
| 1月場所  | 18人 | 千代天山大八郎 | 小結       | 1991年3月場所                     |                        |
| 1月場所  | 18人 | 栃乃花仁       | 小結       | 1995年3月場所                     | 年寄「二十山」襲名     |
| 1月場所  | 18人 | 栃栄篤史       | 前頭筆頭   | 1993年1月場所                     | 年寄「竹縄」襲名       |
| 1月場所  | 18人 | 光法賢一       | 前頭9枚目  | 1989年3月場所                     | 年寄「安治川」襲名     |
| 1月場所  | 18人 | 玉ノ国光国     | 十両7枚目  | 1998年3月場所（幕下最下位格付出） | 引退時の四股名は玉光国 |
| 3月場所  | 13人 | 駿傑悠志       | 前頭12枚目 | 1992年3月場所                     |                        |
| 3月場所  | 13人 | 雷光肇         | 十両11枚目 | 1994年3月場所                     |                        |
| 3月場所  | 13人 | 一の谷崇帥     | 十両12枚目 | 1992年3月場所                     |                        |
| 3月場所  | 13人 | 琴乃峰篤実     | 十両13枚目 | 1988年3月場所                     |                        |
| 5月場所  | 23人 |                |            |                                   |                        |
| 7月場所  | 11人 |                |            |                                   |                        |
| 9月場所  | 23人 | 玉春日良二     | 関脇       | 1994年1月場所（幕下最下位格付出） | 年寄「楯山」襲名       |
| 11月場所 | 12人 |                |            |                                   |                        |

#### 引退相撲興行
- 2月2日 - 栃東引退断髪披露大相撲（両国国技館）[69]
- 2月16日 - 隆乃若引退記念大相撲（両国国技館）[70]
- 10月5日 - 時津海引退時津風襲名披露大相撲（両国国技館）[71]

#### 断髪式
- 2月11日 - 元幕内・若兎馬（押尾川親方）[72]
- 4月26日 - 元幕内・駿傑[73]
- 5月31日 - 元幕内・光法（安治川親方）[74]
- 10月4日 - 元幕内・武雄山（大鳴戸親方）[75]

## 死去
- 1月21日 - 栃忠秀昭（最高位：十両9枚目、所属：春日野部屋、* 1940年【昭和15年】）
- 5月16日 - 青ノ里盛（最高位：関脇、所属：時津風部屋、* 1935年【昭和10年】）[76]
- 6月7日 - 寛吉（元・立呼出、所属：粂川部屋→双葉山道場→時津風部屋、* 1930年【昭和5年】）[77]
- 6月19日 - 扇太郎（序二段格呼出（現役没）、所属：田子ノ浦部屋、* 1982年【昭和57年】）[78]
- 8月11日 - 荒勢永英（最高位：関脇、所属：花籠部屋、* 1949年【昭和24年】）[79]
- 8月29日 - 五ツ海義男（最高位：小結、所属：出羽海部屋、* 1922年【大正11年】）[80]
- 11月17日 - 和錦克年（最高位：前頭13枚目、所属：春日野部屋、* 1946年【昭和21年】）[81]
- 12月16日 - 若三梅雅裕（最高位：幕下30枚目（現役没）、所属：間垣部屋、* 1983年【昭和58年】）[82]